# Wiktor Cyhankow
Wiktor Witalijowycz Cyhankow, ukr. Віктор Віталійович Циганков (ur. 15 listopada 1997 w Naharijji) – ukraiński piłkarz grający na pozycji pomocnika w hiszpańskim klubie Girona oraz w reprezentacji Ukrainy. Uczestnik Mistrzostw Europy 2020 oraz 2024.

## Kariera klubowa
Po powrocie rodziny z Izraela rozpoczął treningi piłki nożnej w Nywie Winnica. Na początku 2011 roku został zawodnikiem Dynama Kijów. Do 2013 występował w juniorskich mistrzostwach Ukrainy (DJuFL). W pierwszej drużynie kijowskiego klubu zadebiutował 14 sierpnia 2016 w wygranym 2:1 meczu 4. kolejki Premier-lihi 2016/2017 ze Stalą Kamieńskie. W styczniu 2023 podpisał czteroipółletni kontrakt z Girona FC.

## Kariera reprezentacyjna
Młodzieżowy reprezentant Ukrainy w kadrach od U-16 do U-21.
W dorosłej reprezentacji zadebiutował 12 listopada 2016 w wygranym 1:0 meczu z Finlandią. 25 marca 2019 w wygranym 2:1 spotkaniu z Luksemburgiem strzelił swojego pierwszego gola w kadrze. Kolejne dwie bramki strzelił 7 czerwca 2019 w wygranym 5:0 meczu z Serbią. Następnego gola strzelił 7 października 2020 w przegranym 1:7 spotkaniu z Francją, a kolejnego sześć dni później w wygranym 1:0 meczu z Hiszpanią.

## Życie osobiste
Jego ojciec Witalij również był piłkarzem. Za swoich piłkarskich idoli uważa Lionela Messiego i Mario Götze.